# هاري وارد ليونارد
هاري وارد ليونارد (بالإنجليزية: Harry Ward Leonard) هو مهندس ومخترِع أمريكي، ولد في 8 فبراير 1861 في سينسيناتي في الولايات المتحدة، وتوفي في 18 فبراير 1915 في نيويورك في الولايات المتحدة.